# 70 f.Kr.

## Händelser

### Efter plats

#### Romerska republiken
- Pompeius och Marcus Licinius Crassus blir konsuler i Rom.
- Augusti – Cicero drar den före detta guvernören Verres inför rätta; Verres går i exil till Marseille innan rättegången är över.
- Tjänsten censor återupprättas.
- Lucullus infångar Sinop och invaderar därefter Armenien.

#### Partien
- Fraates III blir kung av Parterriket.

## Födda
- 15 oktober – Publius Vergilius Maro, romersk poet (död 19 f.Kr.)
- December – Kleopatra VII, drottning av Egypten (född detta eller nästa år)
- Publius Cornelius Dolabella, romersk general
- Maecenas, romersk politiker och mecenat